# Rhythm of My Show
Rhythm of My Show är en låt framförd av Tone Sekelius i Melodifestivalen 2023. Låten som deltog i den första deltävlingen, gick direkt vidare till final.
Låten är skriven av Anderz Wrethov, Dino Medanhodzic, Jimmy Thörnfeldt och Tone Sekelius.